# 温江区
温江区（おんこう-く）は中華人民共和国四川省成都市に位置する市轄区。

## 行政区画
6街道、3鎮を管轄する。
- 街道:柳城街道、公平街道、湧泉街道、天府街道、金馬街道、永寧街道
- 鎮:和盛鎮、万春鎮、寿安鎮